# USS Richard E. Kraus (DD-849)
USS Richard E. Kraus (DD-849/AG-151) là một tàu khu trục lớp Gearing được Hải quân Hoa Kỳ chế tạo vào giai đoạn cuối Chiến tranh Thế giới thứ hai. Nó là chiếc tàu chiến duy nhất của Hải quân Mỹ được đặt theo tên Binh nhất Thủy quân Lục chiến Richard E. Kraus (1925–1944), người đã tử trận trong trận Peleliu và được truy tặng Huân chương Danh dự. Hoàn tất khi chiến tranh đã kết thúc, nó tiếp tục phục vụ trong giai đoạn Chiến tranh Lạnh và Chiến tranh Việt Nam cho đến năm 1976. Con tàu được chuyển cho Hàn Quốc và tiếp tục phục vụ cùng Hải quân Cộng hòa Hàn Quốc như là chiếc ROKS Kwang Ju (DD-921) cho đến năm 2000. Số phận của nó hiện không rõ. Richard E. Kraus được tặng thưởng hai Ngôi sao Chiến trận do thành tích phục vụ trong Chiến tranh Việt Nam.

## Thiết kế và chế tạo
Richard E. Kraus được đặt lườn tại xưởng tàu của hãng Bath Iron Works ở Bath, Maine vào ngày 31 tháng 7 năm 1945. Nó được hạ thủy vào ngày 2 tháng 3 năm 1946; được đỡ đầu bởi bà Edwin Olsen, và nhập biên chế tại Xưởng hải quân Boston vào ngày 23 tháng 5 năm 1946 dưới quyền chỉ huy của Hạm trưởng, Trung tá Hải quân R. J. Oliver.

## Lịch sử hoạt động

### 1946 - 1965
Sau khi hoàn tất việc chạy thử máy tại vùng biển ngoài khơi Boston, Massachusetts, Richard E. Kraus trình diện để phục vụ cùng Tư lệnh Lực lượng Thử nghiệm và Đánh giá Tác chiến tại căn cứ Norfolk, Virginia. Trong sáu năm tiếp theo, nó tham gia các hoạt động thử nghiệm phát triển vũ khí đạn dược. Vào năm 1947, bệ pháo 40 mm phía sau của nó được tháo dỡ để lấy chỗ trang bị pháo 3 inch/50 caliber nhằm mục đích thử nghiệm đánh giá.
Vào năm 1948, Richard E. Kraus trợ giúp cho chiếc Mississippi (AG-128), nguyên là một thiết giáp hạm được cải biến thành một tàu huấn luyện tác xạ, trong việc thử nghiệm phát triển tên lửa đất đối không RIM-2 Terrier. Sau đó nó tham gia vào việc đánh giá các thiết bị điện tử, bao gồm radar và hệ thống thông tin liên lạc; ngoài ra nó còn tiến hành thử nghiệm những thiết kế mới của mỏ neo, cáp kéo và chất nổ dưới nước. Nó được xếp lại lớp với ký hiệu lườn AG-151 vào ngày 25 tháng 8, 1949, nhưng quay trở lại ký hiệu lườn cũ DD-849 vào ngày 11 tháng 1, 1954.
Richard E. Kraus tham gia một cuộc tập trận chống tàu ngầm quy mô lớn vào tháng 5, 1954. Trong các năm 1955, 1958 và 1960, nó hoạt động huấn luyện tại khu vực vịnh Guantánamo, Cuba; và trong năm 1961, nó đã hoạt động cùng Lực lượng Đặc nhiệm Bravo, một trong những đội đặc nhiệm chống tàu ngầm hàng đầu của hải quân. Vào tháng 10 và tháng 11, 1962, khi xảy ra vụ Khủng hoảng tên lửa Cuba do phát hiện việc Liên Xô bố trí tên lửa đạn đạo tầm trung mang đầu đạn hạt nhân tại Cuba, con tàu đã tham gia chiến dịch cô lập hàng hải hòn đảo Trung Mỹ này. Nó tách khỏi Hải đội Khu trục 2 vào ngày 1 tháng 1, 1963, và trong tháng 3 và tháng 4 đã hoạt động cùng Đệ Lục hạm đội tại Địa Trung Hải.
Từ tháng 6, 1963 đến tháng 5, 1964, Richard E. Kraus đi vào Xưởng hải quân Boston để được sửa chữa và nâng cấp trong khuôn khổ Chương trình Hồi sinh và Hiện đại hóa Hạm đội I (FRAM: Fleet Rehabilitation and Modernization), nhằm kéo dài vòng đời hoạt động thêm 10 đến 20 năm, đồng thời nâng cao năng lực tác chiến chống ngầm. Nó được cải tiến với những thiết bị điện tử, radar và sonar hiện đại, được bổ sung hai bệ ống phóng ngư lôi Mark 32 ba nòng, bệ phóng tên lửa chống ngầm RUR-5 ASROC giữa các ống khói, cùng hầm chứa và sàn đáp để vận hành máy bay trực thăng không người lái chống tàu ngầm Gyrodyne QH-50 DASH.
Hoàn tất việc nâng cấp vào ngày 18 tháng 5, 1964, Richard E. Kraus rời xưởng tàu để đi đến cảng nhà mới Newport, Rhode Island. Sau những lượt huấn luyện dọc theo vùng bờ Đông và vùng biển Caribe, nó khởi hành vào ngày 27 tháng 11, 1964 cho một lượt phục vụ khác cùng Đệ Lục hạm đội rồi cùng Lực lượng Trung Đông. Trong đợt này nó hoạt động chủ yếu tại biển Hồng Hải và Ấn Độ Dương, viếng thăm thiện chí các cảng vùng Đông Phi và trợ giúp các tàu buôn trước khi quay trở về Newport vào ngày 13 tháng 3, 1965. Nó tiếp tục tiến hành các cuộc thực tập chống tàu ngầm, và đến đầu tháng 12 đã tham gia vào Chương trình Gemini khi phục vụ cho việc thu hồi tàu không gian Gemini 6 tại vùng biển Đại Tây Dương, cho đến khi cuộc phóng bị tạm hoãn.

### 1966 - 1976
Được bố trí sang khu vực Tây Thái Bình Dương vào đầu năm 1966, Richard E. Kraus đã hoạt động cùng Đội đặc nhiệm 77.7 ngoài khơi Việt Nam trong vịnh Bắc Bộ, và cùng Đội đặc nhiệm 77.6 tại các Trạm Yankee và Dixie. Nó cũng hoạt động hỗ trợ hải pháo dọc theo bờ biển Nam Việt Nam cho đến khi lên đường quay trở về Hoa Kỳ qua ngã kênh đào Suez, về đến Newport vào ngày 17 tháng 8. Con tàu tiếp tục hoạt động ngoài khơi bờ biển Đại Tây Dương và vùng biển Caribe cho đến tháng 5, 1967, khi được phái sang phục vụ tại vùng biển Địa Trung Hải. Khi xảy ra cuộc Chiến tranh Sáu ngày giữa Ai Cập và Israel, nó đã hoạt động ngoài khơi vịnh Souda, Crete. Khi quay trở về Newport vào cuối tháng 9, nó đã trợ giúp vào việc dập tắt đám cháy tại phòng động cơ phía sau của tàu khu trục Stickell (DD-888) vào tháng 11.
Richard E. Kraus tiếp tục hoạt động thường lệ dọc theo bờ biển Đại Tây Dương cho đến ngày 16 tháng 2, 1968, khi nó đi đến Xưởng hải quân Boston để được đại tu đồng thời nâng cấp thiết bị sonar. Hoàn tất công việc trong xưởng tàu vào ngày 23 tháng 6, nó chuyển cảng nhà đến Charleston, South Carolina vào tháng 7, và tiến hành chạy thử máy sau đaị tu và huấn luyện tại khu vực vịnh Guantánamo, Cuba cho đến tháng 9. Nó lên đường vào tháng 11, 1969 cho lượt biệt phái sang hoạt động tại Ấn Độ Dương. Con tàu ghé qua Recife, Brazil trước khi vòng qua mũi Hảo Vọng, và đã viếng thăm các cảng tại Hồng Hải và vịnh Ba Tư cho đến khi quay trở về Charleston vào tháng 4.
Những hoạt động thường lệ dọc theo vùng bờ Đông được Richard E. Kraus tiếp tục cho đến tháng 7, 1970, bao gồm chuyến viếng thăm mũi Kennedy và tham gia vào cuộc Tập trận STANAVFORLANT của Khối NATO, trước khi viếng thăm các thành phố New York và Montreal tại Canada. Con tàu đi qua tuyến đường thủy St. Lawrence vào ngày 28 tháng 7 để đi sang Châu Âu ngang qua Nova Scotia, Newfoundland và Iceland. Nó có mặt tại khu vực Bắc Hải cho đến ngày 10 tháng 12, và đã viếng thăm Scotland, Đan Mạch, Na Uy, Hà Lan và Bỉ trước khi quay trở về; con tàu còn ghé qua Ponta Delgada thuộc Azores và Bermuda trước khi về đến Charleston vào ngày 19 tháng 12. Chiếc tàu khu trục ở lại cảng nhà cho đến tháng 9, 1971, được đại tu thường lệ và huấn luyện ôn tập.
Richard E. Kraus khởi hành từ Charleston vào ngày 23 tháng 9 để đi sang khu vực Ấn Độ Dương; và sau khi ghé qua Puerto Rico; Recife, Brazil; Luanda, Angola; và Lourenço Marques, Mozambique, nó đi đến Majunga, Madagascar vào ngày 30 tháng 10, dưới quyền điều động của Tư lệnh Lực lượng Trung Đông. Hoàn thành lượt hoạt động vào ngày 12 tháng 2, 1972, con tàu lên đường quay trở về nhà, ghé qua nhiều cảng Châu Phi trước khi về đến Charleston vào ngày 11 tháng 3.
Sau sáu tháng hoạt động thường lệ từ cảng nhà, Richard E. Kraus lại khởi hành từ Charleston vào ngày 1 tháng 11 cho lượt biệt phái tiếp theo, lần này là cùng Đệ Thất hạm đội tại khu vực Thái Bình Dương. Sau hành trình đi ngang qua vịnh Guantánamo, Cuba; kênh đào Panama; Trân Châu Cảng, Hawaii và đảo Midway, nó đi đến Yokosuka, Nhật Bản vào ngày 29 tháng 11, rồi cùng Đệ Thất hạm đội hoạt động ngoài khơi Việt Nam cho đến tháng 3, 1973. Sau khi Hiệp định Paris được ký kết giúp chấm dứt cuộc xung đột, chiếc tàu khu trục được lệnh quay trở về nhà, tiếp tục hoạt động tại vùng bờ biển Đại Tây Dương và vùng biển Caribe.

### ROKSKwang Ju(DD-921)
Richard E. Kraus được cho xuất biên chế vào ngày 1 tháng 7, 1976, đồng thời rút tên khỏi danh sách Đăng bạ Hải quân cùng ngày hôm đó. Nó chính thức  được chuyển cho Hàn Quốc trong Chương trình Hỗ trợ An ninh vào ngày 23 tháng 2, 1977, và tiếp tục phục vụ cùng Hải quân Cộng hòa Hàn Quốc như là chiếc ROKS Kwang Ju (DD-921), cho đến khi ngừng hoạt động vào ngày 29 tháng 12, 2000.

## Phần thưởng
Richard E. Kraus được tặng thưởng hai Ngôi sao Chiến trận do thành tích phục vụ trong Chiến tranh Việt Nam.